# Werner Jann

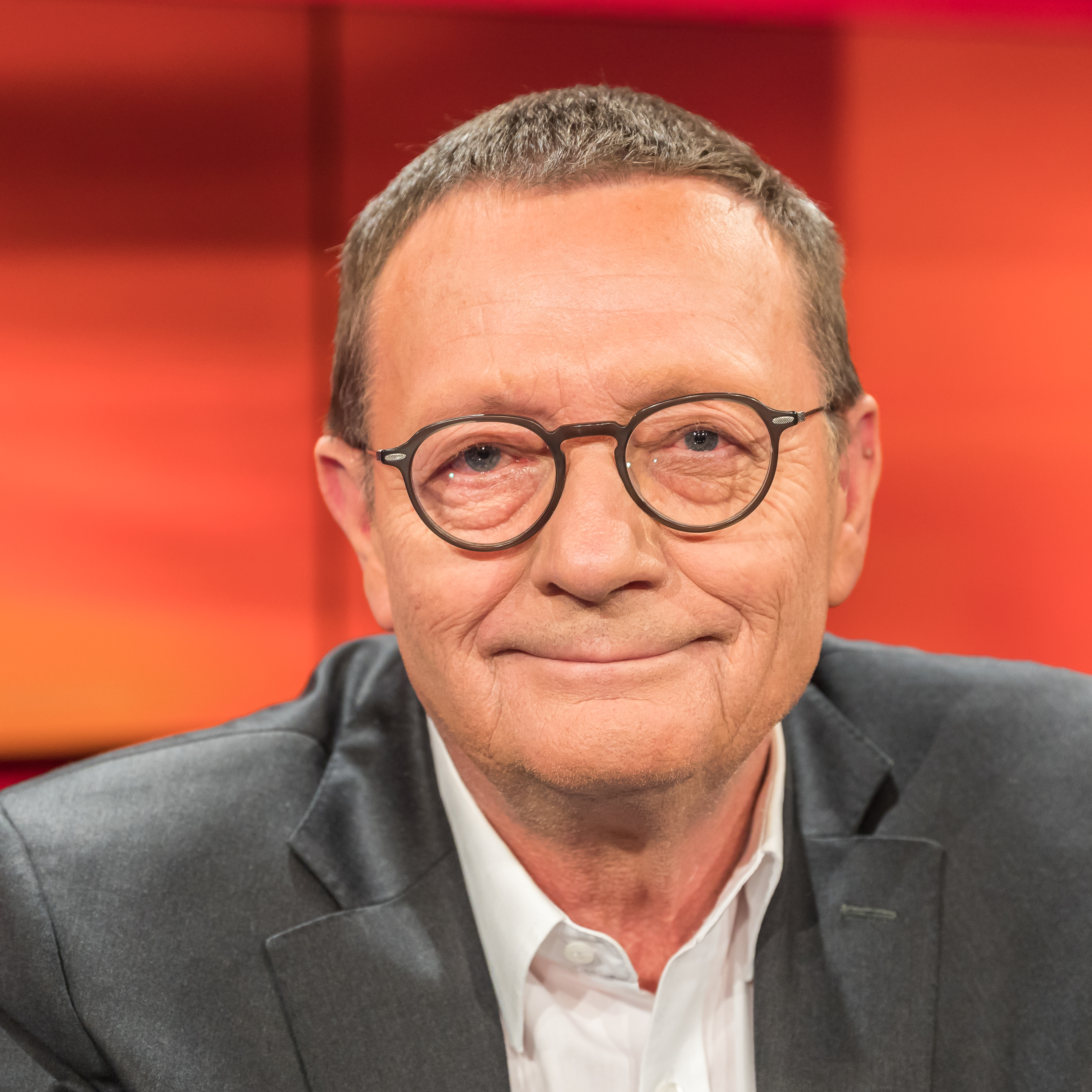
Werner Jann (2020)

Werner Jann (* 19. Januar 1950 in Hamburg) ist ein deutscher Politik- und Verwaltungswissenschaftler.

## Leben
Jann studierte Politikwissenschaft, Mathematik und Ökonomie in Berlin und Edinburgh, Schottland. Anschließend war er von 1976 bis 1983 Forschungsreferent und Wissenschaftlicher Assistent an der Hochschule für Verwaltungswissenschaften Speyer. Er promovierte dort 1982 mit einer Arbeit zum Thema Staatliche Programme und "Verwaltungskultur" und war von 1983 bis 1985 Congressional Fellow am US-Kongress in Washington D.C. sowie Forschungsstipendiat der Deutschen Forschungsgemeinschaft an der University of California, Berkeley.
Jann gehörte unter anderem der Hartz-Kommission an und war von 2002 bis 2009 Mitglied im „Committee of Experts on Public Administration“ (CEPA) des Wirtschafts- und Sozialausschusses der Vereinten Nationen in New York. Er gibt mit Hermann-Josef Blanke und Holger Mühlenkamp die Schriftenreihe Neue Staatswissenschaften im Mohr Siebeck Verlag heraus und ist u. a. Mitherausgeber der Zeitschrift „der moderne staat“ (dms).
Von 2001 bis 2004 war Jann Präsident der „European Group of Public Administration“ und von 2007 bis 2015 Vize-Präsident des „International Institute of Administrative Sciences“.
Von 1993 bis 2015 war Jann Professor für Politikwissenschaft, Verwaltung und Organisation an der Wirtschafts- und Sozialwissenschaftlichen Fakultät der Universität Potsdam, bis zu seiner Emeritierung 2018 war er dort Seniorprofessor. Er war zudem Vorstand und Sprecher des der Universität angegliederten Potsdam Centrum für Politik und Management.
Laut einer Umfrage unter deutschen Verwaltungswissenschaftlern im Jahr 2017 ist Jann derzeit der „einflussreichste“ deutsche Verwaltungswissenschaftler.